# Bernard Dufour
Ne pas confondre avec un autre Bernard Dufour, né au XXe siècle et mort au XXIe siècle.
Pour les articles homonymes, voir Dufour.
 (août 2019).
Si vous disposez d'ouvrages ou d'articles de référence ou si vous connaissez des sites web de qualité traitant du thème abordé ici, merci de compléter l'article en donnant les références utiles à sa vérifiabilité et en les liant à la section « Notes et références ».
Bernard Dufour, né le 21 novembre 1922 à Paris, et mort le 22 juillet 2016 à Foissac, est un peintre, écrivain et photographe français.

## Biographie
Bernard Dufour abandonne rapidement son métier d'ingénieur pour devenir artiste à plein-temps dans les années 1950 après avoir été remarqué et engagé par le galeriste Pierre Loeb. Ses premières toiles sont abstraites mais il s'oriente rapidement vers la figuration.
Il participe au Salon de mai en 1946 et, en 1952, fait partie des membres fondateurs du Salon d'octobre, avec Jean Degottex et Pierre Alechinsky. 
En mai 1953, âgé de 30 ans, encore ingénieur, en rentrant du travail, il découvre dans son atelier « le cadavre ensanglanté de sa femme », Anne, qui s'est suicidée d'un coup de révolver. Il ne pourra en parler que plusieurs décennies plus tard, en employant à plusieurs reprises le terme de « gouffre ». L'enquête, la plainte contre X, et les procédures de justice, dureront plusieurs mois, durant lesquels il souffre d'être, comme il le dit, « soupçonné de meurtre ». Il sera innocenté par un non-lieu. Ce suicide sera un « événement fondateur » dans sa vie et dans sa peinture.
En 1953, il rencontre l'historien français René de Solier, qui écrira sur lui, ainsi que Germaine Richier, André Pieyre de Mandiargues — avec qui il fera le livre La Nuit L'Amour —, Francis Ponge, Robert Muller.
En 1955, il fait la connaissance d'Alain Jouffroy à la galerie Pierre, la galerie de Pierre Loeb, qui le prend sous contrat.
En 1957, il rencontre Marcel Duchamp à New York qui lui montre les valises et les Rotoreliefs.
À partir de 1959, il commence à s'éloigner de l'abstraction et fait poser des modèles à l'atelier qu'il partage parfois avec Yves Klein et Paolo Vallorz. Il expose à New York chez Albert Loeb, participe à la documenta 3 de Cassel, fréquente le domaine musical de Pierre Boulez.
En 1961, il rencontre Georges Lambrichs, Pierre Klossowski, avec qui il fera des portraits croisés, Michel Butor, Charles Lapicque et Robert Lebel qui participent tous à la revue Figures dont Dufour a eu l'idée, revue ouverte aux écrivains et non aux critiques d'art. En 1961 également, il se marie avec sa deuxième femme, Martine, qu'il a connue trois ans auparavant.
En 1962, il achète une maison au Pradié, dans l'Aveyron, et s'y installe, d'abord la moitié du temps puis, à partir de 1975, complètement. Non loin de là, est organisé chaque été un rassemblement d'artistes et d'artisans attachés au terroir et à l'identité occitane : « La Móstra del Larzac ». (1969-v.1990). L'écrivain et philosophe, Félix Castan, en est l'animateur. Bernard Dufour y expose à plusieurs reprises au même titre que : Pierre Soulages (1919-2022), Albert Ayme (1921-2012), Michel Bertrand (1935-2009), Ben (Benjamin Vautier, 1935), ou encore, Claude Viallat (1936).
En 1963-1964, Pierre Loeb expose « Fenêtres et Miroirs » ; à l'automne, gravement malade, Loeb ferme sa galerie. « Leur amitié tendre et passionnée, leur correspondance, leurs voyages tout cela va cesser… tout d'un coup…[réf. nécessaire] »
Dufour entre à la galerie L'œil, dirigée par Georges Bernier ; en avril 1964, il expose « Les femmes routes ». En 1966-67, la galerie L'œil ferme. Jusqu'en 1978, c'est une période difficile pour lui ; quelques collectionneurs lui restent fidèles, Jean-Claude Weill, Marin Karmitz, Henri Solentes et Emile Papiernik. Il reçoit la visite d'André Breton avec Alain Jouffroy au Pradié.
En 1968, il découvre la sérigraphie et fait des livres avec Denis Roche en mélangeant, dessin, peinture et écriture. Il fait un livre avec Claude Ollier, crée une affiche Ozalid Aurore avec Michel Butor, participe à la revue Insolations, éditée par Fata Morgana, pour laquelle Alechinsky, Herold, Maurice Roche, Jean Pierre Faye et Matta travaillent avec lui. Le numéro 3 porte le titre « Le seul mot de Liberté est tout ce qui m'exalte encore », une citation de Breton. Il rencontre Pierre Guyotat à qui il propose de participer au no 3 d'Insolations, et Guyotat lui fait rencontrer Jacques Henric.
En 1972, en couverture des Lettres françaises de février est reproduit le livre Éloge de la véhémence, qu'il a fait avec Denis Roche.  Il travaille dès lors et pendant 10 ans sur toile écrue avec un fusain et de l'acrylique.
En 1974-75, Alain Jouffroy invite des artistes — Dufour, Erro, Fromanger, Recalcalti, Velickovic — à réfléchir sur ce que pourrait être une nouvelle peinture d'histoire.
En 1977, il rencontre Catherine Millet que lui présente Jacques Henric. Il expose au Centre Georges-Pompidou dans le cadre de l'exposition consacrée à Topino-Lebrun. Pierre Nahon et Patrice Trigano l'exposent parallèlement à la galerie Beaubourg.
En 1978, Catherine Millet lui demande des textes sur la peinture pour Art Press ; le premier, un tombeau de Rubens, est publié en janvier.
Pierre et Marianne Nahon représentent Dufour à la galerie Beaubourg, qui rachète à la galerie L'œil, le fonds de l'artiste et les tableaux « Fenêtres et Miroirs » à Albert Loeb, qui refuse néanmoins de leur vendre « Peintures et dessins vénitiens » de 1959.
En 1981, Blaise Gauthier, au Centre Georges-Pompidou, invite Dufour à la Revue parlée, un montage audiovisuel intitulé « Mon travail de 1960 à 81 ». À cette occasion, « Fenêtres et Miroirs » de 1962 sont exposés à la galerie Beaubourg.
En 1982, à l'initiative de Marianne et Pierre Nahon, sont exposés à la galerie Beaubourg de nombreux autoportraits, réalisés depuis 1962. Il déclare à cette occasion sur France Culture : « Il y a une grande émotion chez moi à retrouver des tableaux de 1966-67 que j'ai tenus au secret pendant 15 ans ».
En 1984, un grand tableau à la peinture est exposé à la galerie Beaubourg. La même année, il expose un grand tableau Le Pradié.
En 1986 est publié En plein dans tout, une monographie de Jacques Henric qu'accompagne une exposition au château de Jau, chez Sabine et Bernard Dauré.
En 1990, Bernard Dufour participe, en créant les tableaux, au tournage de La Belle Noiseuse de Jacques Rivette, d'après Le Chef-d'œuvre inconnu de Balzac ; dans le film, sa main est celle de Frenhofer, interprété par Michel Piccoli.
En 1995 sa femme Martine meurt. À partir de 1996-97, il s’entoure à nouveau de modèles il rencontre Lore, une étudiante en arts plastiques, avec laquelle il fait de « très longues et dures séances » ; à leur rupture, elle accepte que ses photos soient publiées à condition qu’on ne la reconnaisse pas. Il invente les « photos noires ». Il rencontre un jeune couple pour lequel il peint le Tableau des jeunes amants.
En 1998, il publie Alban Berg : Wozzeck, Lulu et Marion, aux éditions Dumerchez, ouvrage illustré de photogravures de Lore. Le texte est repris et modifié sous le titre De l’amour, de l’assassinat et de la lune pour la représentation de Wozzeck à l’Opéra Bastille. 
En 2008-2010, une salle lui est dédiée au musée d'Art moderne de Paris. Il fait don au musée du polyptyque Holger Meins 75. Sont également exposés Figures du temps de l’agonie de Martine Dufour, le tableau Autoportrait nu, don de Pierre et Marianne Nahon, et la série « Figures de jeunes femmes », dites « Tableaux blancs ». Le livre L’Autre Jour, avec une préface « Le talisman » par Fabrice Hergott, directeur du musée, est édité chez Fata Morgana.
Bernard Dufour meurt dans la nuit du 21 au 22 juillet 2016 dans sa maison du Pradié, près de Foissac.

### Vie privée
Christer Strömholm et Rogi André figurent parmi ses amis.

## Expositions
- 1948 : Galerie Maeght[11]
- 1949 et 1950, il est invité aux mains éblouies à la Galerie Maeght avec Lanzman, Dimitrienko
- 1951, 1952 et 1953[réf. souhaitée] : Galerie Jeanne Bucher[12]
- 1959 : Albert Loeb, New York[12]
- 1961 : « Peintures et dessins vénitiens » chez Pierre Loeb, qui marque le début de la figuration dans sa peinture
- 1964 : Représente la France à la Biennale de Venise, avec Bissière, Ypoustéguy et Bro
- 1970-71 : Exposition à Saint-Étienne ; Denis Roche publie à l'occasion Le Territoire des figures[13].
- 1976 : Galerie Fred Lanzenberg, Bruxelles
- 1978 : « Homme et Femme », galerie Beaubourg
- Exposition de dessins à la galerie Claire Burrus
- 1982 : « Autoportraits depuis 1962 », galerie Beaubourg ; réédition de Ma botanique
- 1991 : « Portraits glacés », Galerie de France
- 1994 : Exposition avec Dado au musée Denys Puech à Rodez[14]
- 1995 : galerie Beaubourg, Vence[12]
- 1995 : Maison Pompidou, Cajarc[12]
- 1996 : « La vie est belle », galerie Rachlin Lemarié
- 2000 : « Le corps dans tous ses états », exposition organisé par André Gelis à l’espace Gustave Fayet à Sérignan
- 2001 : Exposition des clichés verre à la Maison européenne de la photographie[15]
- 2006 : Rétrospective en 40 tableaux au musée d’art moderne de Strasbourg[12], organisée par Fabrice Hergott[réf. souhaitée]
- 2012 : « Manipulations »[10]
- 2015 : Galerie Trigano, Paris ; Portrait de Pierre Guyotat nu, à la galerie Azzedine Alaia, lors d'une exposition consacrée à l’écrivain et ses amis artistes
- 2017 : Galerie Zürcher, Paris
- 2019 : Musée d'Art moderne de Paris, avec une conférence aux Beaux-Arts de Paris sur Bernard Dufour par Marc Desgrandchamps.

## Publications
- L'Oranger des Osages, Plon, 1990[4]
- Des Collectionneurs, tel André Breton, Fata Morgana, 1994 (présentation en ligne)
- Au Fur, Christian Bourgois, 1995
- Exposition La vie est belle, Chartreuse Saint-Sauveur de Villefranche-de-Rouergue, 1996
- Le temps passe quand même, Christian Bourgois, 1997
- Mes modèles, femmes nues à l'atelier, La Musardine, 2001[4]
- Les Clichés-verre, Léo Scheer, 2001
- Mes laissées, Éditions Jannink, 2004
- La Figure du sexe. De Cro-Magnon à moi, Fata Morgana, 2005, 56 p. (ISBN 978-2-85194-654-6, présentation en ligne) après un colloque aux Eyzies-de-Tayac invité par Philippe Dagen et Marc Desgrandchamps
- L'Autre Jour, Fata Morgana, 2008 (présentation en ligne)
- Manipulations, Éditions de Juillet, 2012

### Documentaires
- Film pour l'ORTF avec Jean Paulhan, Michel Butor, André Pieyre de Mandiargues et Alain Jouffroy
- Mise à nu, de Corinne Espagno, distribué par Zaradoc (Yves Billon)